# Tsa-tsa
Tsa-tsas são estátuas budistas de gesso, preparadas artesanalmente segundo as tradições seculares do budismo tibetano.

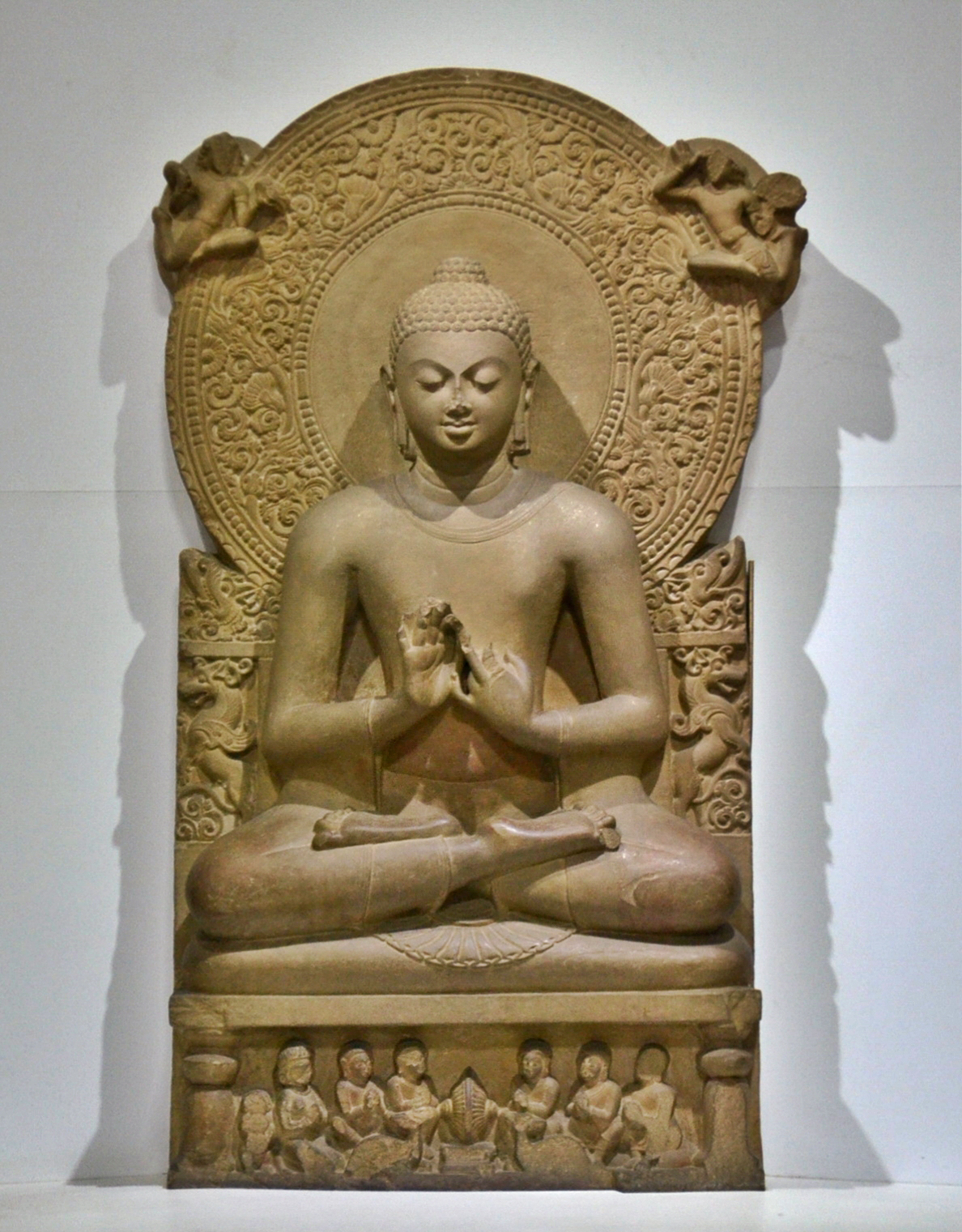
Lorde Buda Shakyamuni

A Arte budista tibetana possui influência tântrica.
Confeccionadas com materiais especiais e relíquias sagradas, e abençoadas pessoalmente por Lamas budistas.
A confecção de Tsa-tsas é uma prática utilizada como caminho à Iluminação.